# Marco Pelaez
Marco Pelaez (* USA) je americký herec mexického původu.

## Kariéra
Před kamerou se objevil poprvé v roce 2004 a to konkrétně v seriálu Arrested Development. Jedná se spíše o seriálového herce a tak jsme jej mohli dále vidět v epizodních rolích seriálů jako Dr. House nebo Lékařské záhady.

## Filmografie

### Filmy
- 2004 - Martha
- 2011 - Circles of Life, Hay Un Diablo

### Seriály
- 2004 - Arrested Development
- 2004-2007 - Dr. House
- 2005 - Lékařské záhady
- 2011 - General Hospital